# Неготинские пивницы
Неготинские пивницы — комплексы винных погребов в винодельческом регионе Неготин, недалеко от деревень Раяц, Роглево, Штубик и Смедовац. Это поселения из каменных домов, в которых производили и хранили вино. Эти каменные дома назывались пивницами.

## История
Достоверных данных о том, когда были построены первые пивницы, нет. На некоторых из них выгравирован год постройки, другие предположительно построены во второй половине XIX-го и первой половине XX-го века.
Таких поселений с винными погребами раньше было больше, но сегодня сохранилось лишь несколько, самые известные из которых пивницы в Раяце, Роглево и Штубике. Кроме них частично сохранились пивницы в Смедовце, Трняне, Сиколе и Братуевце. Деревня Тамнич когда-то была крупнейшим комплексом пивниц, но к 1955 году все они были снесены.
Из многих населенных пунктов, которые были сосредоточены к северо-западу и югу от Неготина, осталось лишь несколько комплексов винных погребов — Раячкий с примерно 200 зданиями, Роглевачкий с примерно 150, Штубичкий — с 40 и Смедовачкий с 20.

## ЮНЕСКО
Неготинские пивницы являются кандидатами на включение в Список всемирного наследия ЮНЕСКО.